# Zodarion vicinum
Zodarion vicinum är en spindelart som beskrevs av Denis 1935. Zodarion vicinum ingår i släktet Zodarion och familjen Zodariidae. Inga underarter finns listade i Catalogue of Life.